# Шурчанов, Валентин Сергеевич
Валентин Сергеевич Шурчанов (19 января 1947, д. Старые Шальтямы, Канашский район, Чувашская АССР, РСФСР, СССР — 18 декабря 2020, Москва, Россия) — советский и российский государственный и политический деятель; журналист.
Депутат Государственной думы III, V, VI и VII созывов, член фракции КПРФ; в Госдуме VI созыва был первым заместителем председателя Комитета по информационной политике, информационным технологиям и связи. Член Совета Федерации (1994—1999); председатель Государственного Совета Чувашской Республики. Главный редактор газеты «Правда» (2005—2009). Член Президиума ЦК КПРФ (с 1997), секретарь ЦК КПРФ (2009—2013).

## Биография
Родился 19 января 1947 в деревне Старые Шальтямы Канашского района Чувашской АССР. По национальности чуваш. Отец — учитель, мать работала в колхозе.
Окончил Чебоксарский энергетический техникум в 1964 году, срочную службу отслужил на Сахалине (1966-1968 гг.). Окончил Чувашский государственный университет имени И. Н. Ульянова в 1975 году, Горьковскую высшую партийную школу в 1982 году, РАГС при Президенте Российской Федерации в 2005 году.
Работал электромонтёром на Чебоксарском хлопчатобумажном комбинате, на предприятии «Горсвет» во Владивостоке, механиком-энергетиком Владивостокского треста «Отделстрой». С 1968 года — инженер-электрик Канашского завода автозапчастей (Чувашия).

### Политическая и общественная деятельность в Чувашии
С 1972 года — секретарь комитета комсомола, заместитель секретаря парткома Чувашского государственного университета.
С 1975 года — заведующий отделом Калининского райкома КПСС Чувашской АССР, затем вновь был избран заместителем секретаря парткома университета. Занимал должности инструктора и помощника первого секретаря Чувашского обкома КПСС.
С 1986 года — первый секретарь Шумерлинского горкома КПСС Чувашской АССР. С 1987 года — инструктор отдела организационно-партийной работы ЦК КПСС. С 1988 года — секретарь, затем второй секретарь Чувашского обкома КПСС.
В 1990 году был избран народным депутатом Чувашской АССР. С 1990 года — первый секретарь Чувашского республиканского комитета КП РСФСР. В 1990—1991 — член Центральной контрольной комиссии КПСС.
После запрета компартии в ноябре 1991 года возглавил представительство Ассоциации экономического взаимодействия поволжских республик и областей «Большая Волга» в Чувашии.
В 1992 году был избран сопредседателем Объединения коммунистов Чувашии, вошедшего в КПРФ.
В июне 1994 года был избран депутатом, а затем председателем Государственного Совета Чувашской Республики. С 1998 года работал политическим обозревателем газеты «Советская Россия» по Чувашии.
В 1997 и 2015 годах участвовал в избирательных кампаниях по выборам главы Чувашии, выступая основным соперником кандидатов от «партии власти» — Николая Фёдорова и Михаила Игнатьева. Эксперты шансы претендента-коммуниста всерьёз не расценивали. В сентябре 2015 года Шурчанов известил население Чувашии о массовых фальсификациях со списками избирателей на выборах, где оказалось голосующих больше, чем проживающих в республике.
В 2001 году во второй раз баллотировался кандидатом на пост президента Чувашии, на выборах 16 декабря набрал 37,73 % голосов и вновь уступил победу действующему президенту Николаю Фёдорову (40,73 % голосов). На выборах главы Чувашии 13 сентября 2015 года занял третье место с 12,76 % голосов (всего около 60 000).

### В Коммунистической партии Российской Федерации
С 1993 года – первый секретарь Чувашского республиканского комитета КПРФ.
С 20 апреля 1997 года являлся членом Президиума ЦК КПРФ.
С 28 марта 2009 года по 24 февраля 2013 года занимал должность секретаря Центрального комитета КПРФ. Лидер КПРФ Геннадий Зюганов неоднократно называл Шурчанова своим возможным преемником на посту председателя партии, наряду с Иваном Мельниковым.
В 2003 году принимал участие в выборах в Государственную думу IV созыва, в Думу не прошёл (2 место; 19,91 % голосов). Мог стать кандидатом в президенты России от КПРФ на выборах 2004 года вместо Зюганова и Харитонова. По результатам праймериз был на 4 месте (Г. Н. Селезнев - 1 место, Н. М. Харитонов - 2 место, Г. Ю. Симигин - 3 место).
21 февраля 2005 года был назначен главным редактором газеты КПРФ «Правда», этот пост занимал до марта 2009.
С апреля 2009 по февраль 2013 г. — секретарь ЦК по вопросам формирования депутатской вертикали.
12 сентября 2014 года по инициативе Шурчанова и Российского государственного агроинженерного университета на доме в деревне Большие Тиуши Цивильского района Чувашии, где родился академик, заслуженный деятель науки РФ, профессор-физик Леонид Ленский, открыта мемориальная доска.

### В Госдуме и Совете Федерации
В декабре 1995 года был избран депутатом Государственной думы II созыва по списку КПРФ, но от мандата отказался. С 1996 по 1998 год по должности входил в Совет Федерации, был членом Комитета по бюджету, налоговой политике, финансовому, валютному и таможенному регулированию, банковской деятельности. Его помощником и советником по работе в сенате был Леонид Прокопьев.
В 1997 году баллотировался на пост президента Чувашии в паре с кандидатом в вице-президенты директором АО «Текстильмаш» Николаем Григорьевым. На выборах набрал 34,85 % голосов и занял второе место после действующего президента Николая Фёдорова.
В декабре 1999 года был избран депутатом Государственной думы III созыва по Канашскому одномандатному избирательному округу № 32 Чувашской Республики, выдвигался избирательным объединением КПРФ, в Государственной Думе был членом фракции КПРФ, заместителем председателя Комитета по делам Федерации и региональной политике.
2 декабря 2007 года избран депутатом Государственной думы V созыва в составе федерального списка кандидатов, выдвинутого КПРФ.
4 декабря 2011 года избран депутатом Государственной думы VI созыва от КПРФ. Вошёл в думский комитет по федеративному устройству и вопросам местного самоуправления, затем избран первым заместителем председателя думского Комитета по информационной политике, информационным технологиям и связи.
27 октября 2014 года Шурчанов в интервью газете «Гудок» выступил за принятие в России законодательных актов, освобождающих топливо для заправки морских и речных судов от акцизов, подобно тому, как это делается в Европе.
В 2016 году избран в депутаты Госдумы РФ VII созыва по региональному списку КПРФ (Чувашия, Мордовия, Марий Эл). В 38-м одномандатном избирательном округе (Чувашия) с 11,88 % голосов занял третье место, получив почти 32 тыс. голосов; победил в округе глава города Чебоксары Леонид Черкесов (46,77 % голосов).
С 1999 по 2019 год, в течение исполнения полномочий депутата Государственной думы III, V, VI и VII созывов, выступил соавтором 111 законодательных инициатив и поправок к проектам федеральных законов.
Скончался 18 декабря 2020 года после того, как переболел коронавирусной инфекцией. Освободившийся мандат был передан Дмитрию Кузякину

## Память
Похоронен на аллее почётных захоронений на кладбище № 5 в Чебоксарах.

## Семья
Валентин Шурчанов был женат, жена —  Нина Михайловна.
Сын — Алексей Валентинович Шурчанов (род. 1975) — второй секретарь Чувашского республиканского комитета КПРФ (по идеологии), руководитель фракции КПРФ в Государственном Совете Чувашской Республики, помощник депутата Государственной думы Шурчанова В. С. по Чувашской Республике на постоянной основе (2015—2020); имеет два высших образования, окончил историко-филологический и правоведческий факультеты, по профессии — историк; в разводе, есть ребёнок.

## Награды
- Памятная медаль «100-летие образования Чувашской автономной области» (2020)
- Почётная грамота правительства Российской Федерации (19 декабря 2017 года) — за заслуги в законотворческой деятельности и многолетний добросовестный труд[17]
- Благодарность Правительства Российской Федерации (5 мая 2012 года) — за многолетнюю плодотворную законотворческую деятельность[18]
- Медаль «МПА СНГ. 25 лет» (27 марта 2017 года, Межпарламентская ассамблея СНГ) — за заслуги в деле развития и укрепления парламентаризма, за вклад в развитие и совершенствование правовых основ функционирования Содружества Независимых Государств, укрепление международных связей и межпарламентского сотрудничества[19]